# Parapalystes whiteae
Parapalystes whiteae är en spindelart som först beskrevs av Pocock 1902.  Parapalystes whiteae ingår i släktet Parapalystes och familjen jättekrabbspindlar. Inga underarter finns listade i Catalogue of Life.